# 투본강

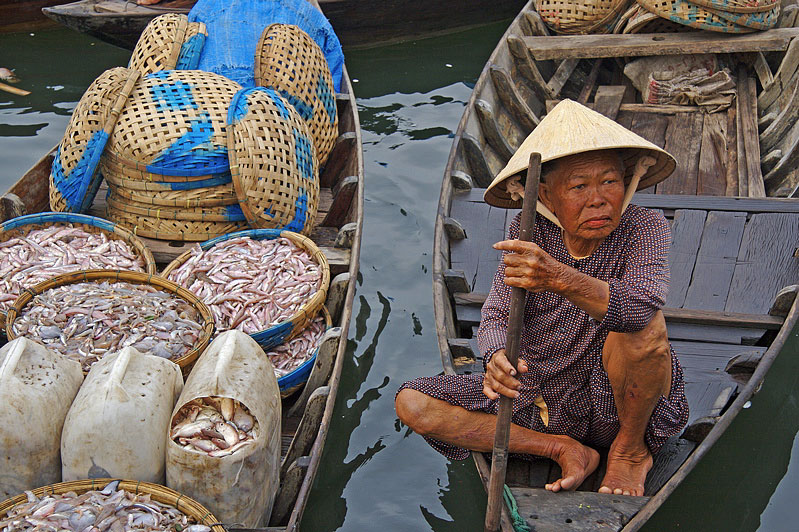
호이안 근교의 어시장

투본강(베트남어: Sông Thu Bồn / 瀧秋盆)은 베트남 중부 꽝남성 근처를 흐르는 강이다. 꽝남성과 꽝응아이성의 경계에서 발원되어 북서쪽을 흘러 박짜미, 뿌닌, 히엡덕 그리고 꿰손 현을 가로질러 가다 북동쪽으로 흐름을 틀어 다이록 현과 주이쑤옌 현 사이에 경계를 형성한다. 그리고 계속 흘러내려가 호이안에서 남중국해로 빠져나간다.
투본강 계곡은 700년부터 1471년 베트남의 정복 때까지 참파 문화의 중심지였다. 꾸어다이치엠은 호이안에 있는 강의 어귀에 위치한 참파의 항구였다. 오늘날에는 보트로강의 상류로 올라가 미선 유적으로 여행을 하는 호이안 관광의 인기 관광 상품 중 하나가 되었다.